# Pristigloma
Pristigloma is een uitgestorven geslacht van tweekleppigen uit de  familie van de Sareptidae.

## Soorten
- Pristigloma alba Sanders & Allen, 1973
- Pristigloma minima (Seguenza, 1877)
- Pristigloma nitens (Jeffreys, 1876)